# Campionato francese di rugby a 15 1892
Il primo Campionato francese di rugby fu organizzato il 20 marzo 1892 dall'USFSA.
Parteciparono solo due squadre, i club parigini del Racing Club e dello Stade français.
L'incontro si svolse sul campo della Bagatelle, e fu arbitrato dal barone Pierre de Coubertin.
Decisivo un "tenuto in meta" di Reichel.

## L'incontro
| Arbitro: | Pierre de Coubertin (Parigi) |

| |            | |
| Pallissaux Reichel | mt         | L. Dedet |
| G. de Candamo | tr         | Dobree |
| J.S. Thorndike G. Duchamps F. Wiet C. de Candamo (c) G. de Candamo Reichel J. Feyerick H. Moitessier A. de Pallissaux C. d'Este A. Sienkiewicz P. Blanchet R. Cavally C.H. Thorndike L. Pujol. | Formazioni | L. Venot Munier A. Pauly P. de Pourtalès G. Dobree H. Amand C. Heywood (c) F. Herbet F. Frank-Puaux W. Braddon L. Dedet E. Bourcier Saint-Chaffray P. Garcet de Vauresmont P. Dedet L. de Joannis |